# 377-я дивизия ПВО Вьетнама
377-я дивизия ПВО Вьетнама (вьет. Sư đoàn 377) — дивизия Противовоздушной обороны Вьетнама, отвечающая за юг центрального побережья Вьетнама и острова Спратли.

## История
Создана 27 мая 1968 года постановлением 53/QĐ-QP за подписью министра обороны Демократической республики Вьетнам Во Нгуен Зяпа. Дивизия обороняла воздушное пространство 4-го военного округа, тропу Хо Ши Мина и Ханой с севера.
Современную историю полк ведёт с 1997 года, когда 378-й полк ПВО, ранее сформированный на базе 378 бригады, сменил название на 377.
За 50 лет службы 23 подразделения и 15 человек из состава дивизии были удостоены звания Герой Народных Вооружённых сил Вьетнама, также это звание имеет сама дивизия.

## Состав
- 292-й радиолокационный полк. Вооружение: ELM-2288 ER[3], РЛС T44 на острове Фанвинь А архипелага Спратли[4].
- 591-й зенитно-артиллерийский полк.
- 274-й зенитно-ракетный полк.